# Montady
Montady é uma comuna francesa na região administrativa de Occitânia, no departamento de Hérault. Estende-se por uma área de 9,95 km². Em 2010 a comuna tinha 4 012 habitantes (densidade: 403,2 hab./km²).